# ГТ101

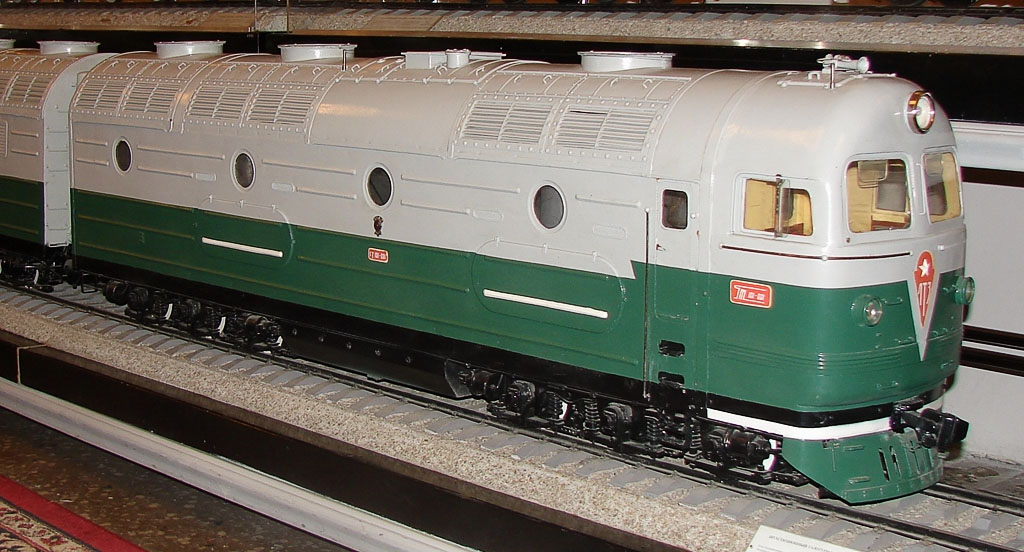
Модель газотурбовоза (в двосекційному варіанті) в Центральному залізничному музеї Росії, Санкт-Петербург

ГТ101 (Газотурбовоз, 101-ша серія) — дослідний радянський газотурбовоз, виготовлений з вільнопоршневими генераторами газів, розроблених під керівництвом Шелеста. Проектувався в двосекційному варіанті, 1960 на Луганському тепловозобудівному заводі була випущена дослідна секція (ГТ101-001). Через низку технічних недоліків, а також через згортання в Радянському Союзі робіт з будівництва газотурбовозів, не використовувався в регулярній експлуатації.